# 鈴木邦雄 (実業家)
鈴木 邦雄（すずき くにお、1939年8月27日- ）は、日本の経営者。商船三井社長を務めた。

## 来歴・人物
東京都出身。1962年に早稲田大学第一政治経済学部を卒業し、同年に大阪商船(のちの商船三井)に入社。1991年6月に取締役に就任し、1994年6月に常務、1995年6月に専務、1998年6月に副社長を経て、2000年6月に社長に就任。2004年6月に会長に就任。
2003年11月に藍綬褒章を受章。